# Preore
Preore é uma comuna italiana da região do Trentino-Alto Ádige, província de Trento, com cerca de 404 habitantes. Estende-se por uma área de 4 km², tendo uma densidade populacional de 101 hab/km². Faz fronteira com Ragoli, Montagne, Villa Rendena, Tione di Trento, Bolbeno, Zuclo.